# Chrysomphalus
Genre
Chrysomphalus est un genre d'insectes hémiptères de la super-famille des cochenilles.

## Liste des espèces
Selon BioLib (16 octobre 2024) :
- Chrysomphalus adonidum (Linnaeus, 1758) - pou rouge de Floride
- Chrysomphalus bifasciculatus Ferris, 1938
- Chrysomphalus dictyospermi (Morgan, 1889) - pou rouge des orangers
- Chrysomphalus fodiens (Maskell, 1892)
- Chrysomphalus pinnulifer (Maskell, 1891)
- Chrysomphalus prosimus Banks, 1906
- Chrysomphalus rubribullatus (Froggatt, 1914)
- Chrysomphalus trifasciculatus Brimblecombe, 1959
- Chrysomphalus variabilis McKenzie, 1943